# (400151) 2006 UB346
(400151) 2006 UB346 es un asteroide perteneciente al cinturón de asteroides, descubierto el 17 de octubre de 2006 por el equipo del Mount Lemmon Survey desde el Observatorio del Monte Lemmon, Arizona, Estados Unidos.

## Designación y nombre
Designado provisionalmente como 2006 UB346.

## Características orbitales
2006 UB346 está situado a una distancia media del Sol de 2,637 ua, pudiendo alejarse hasta 3,334 ua y acercarse hasta 1,939 ua. Su excentricidad es 0,264 y la inclinación orbital 10,84 grados. Emplea 1564,10 días en completar una órbita alrededor del Sol.

## Características físicas
La magnitud absoluta de 2006 UB346 es 17,1. Tiene 1,977 km de diámetro y su albedo se estima en 0,094.